# Solenozetes carinatus
Solenozetes carinatus är en kvalsterart som först beskrevs av Hammer 1961.  Solenozetes carinatus ingår i släktet Solenozetes och familjen Plasmobatidae. Inga underarter finns listade i Catalogue of Life.